# Aung San
Aung San (ur. 13 lutego 1915, zm. 19 lipca 1947) – birmański generał, dowódca Birmańskiej Armii Narodowej, działacz polityczny, od 1946 premier. Ojciec demokratycznej działaczki Aung San Suu Kyi.

## Życiorys
Urodził się w Natmauk, dystrykt Magwe w Mjanmie. Studiował na Uniwersytecie w Rangunie. Pełnił tam również funkcję redaktora naczelnego magazynu studenckiego. 
Relegowano go z uczelni za odmowę ujawnienia nazwiska autora artykułu krytykującego brytyjskiego kolonializatora (Birma była wówczas częścią Imperium brytyjskiego). Doprowadziło to do wybuchu strajków studenckich, w rezultacie których Aung San mógł powrócić na uniwersytet. W 1942 roku udał się do chińskiego miasta Xiamen, rządzonego przez Japończyków. Tam nawiązał współpracę z tajną policję i został wysłany do Tokio, gdzie odbył szkolenie. Po pobycie wrócił do Birmy, gdzie odnalazł i wyselekcjonował grupę 30 bojowników, którzy pod okiem armii japońskiej przeszli przeszkolenie. 28 grudnia 1941 inaugurował powstanie Birmańskiej Armii Niepodległościowej która następnie przekształciła się w Birmańską Armię Narodową. 27 marca 1945 roku stanął na czele powstania przeciwko okupacji japońskiej a w rezultacie Birma uwolniła się spod japońskiej okupacji. W sierpniu 1945 roku stanął na czele Antyfaszystowskiej Ligi Wolności Ludu (AFPFL) a następnie został doradcą ds. obrony w Radzie Wykonawczej mającej opracować status powojennej Birmy. W wyniku negocjacji z rządem brytyjskim 27 stycznia 1947 brytyjski premier Clement Attlee podpisał z Aung Sanem układ, na mocy którego Mjanma miała uzyskać niepodległość a San został tymczasowym premierem. Niepodległość oficjalnie proklamowano 4 stycznia 1948, już po śmierci Aung Sana, który zginął w zorganizowanym przez nieznanych sprawców zamachu 19 lipca 1947. O zorganizowanie zamachu oskarżono, a następnie osądzono i skazano na śmierć byłego premiera U Sawa.

## Rodzina
Z pielęgniarką Khin Kyi miał troje dzieci – dwóch synów (młodszy, Aung San Oo, utonął w jeziorze w 1956, starszy, Aung San Lin, na stałe wyemigrował) oraz córkę Aung San Suu Kyi.